# Bai Juyi
Bai Juyi (白居易S, Bái JūyìP, anche noto come Po Chu-i; Taiyuan, 28 febbraio 772 – Luoyang, 8 settembre 846) è stato un poeta cinese vissuto all'epoca della dinastia T'ang.

## Biografia

### Infanzia
Bai Juyi nacque nel 772 a Taiyuan, nello Shanxi.
Trascorse la gioventù nel villaggio di Rong Yang nel Henan, crescendo in una famiglia soggetta spesso a difficoltà economiche.

### Inizi della carriera ufficiale
Nell'800 riuscì a passare gli esami imperiali e l'anno dopo si vide così costretto a stabilirsi a Chang'an, attuale capitale dell'impero.
Alla morte del padre, nell'804, si ritirò per un paio d'anni presso il fiume Wei, vicino alla capitale stessa.
Nell'806, di ritorno alla capitale, si vide affidato un incarico di ufficiale nella zona di Zhouzi, nello Shanxi, e l'anno successivo venne nominato membro dell'accademia Han-Lin, della quale resterà fino all'815.
Alla morte della madre, nell'811, si ritirò nuovamente per tre anni presso il fiume Wei, per poi ritornare a Chang'an, dove gli verranno affidati carichi amministrativi sempre più importanti.

### Esilio e ritorno
L'anno seguente, nell'815, Bai Juyi fu esiliato per delle dissidenze nei confronti di una fazione politica importante, e si vide costretto a trasferirsi a Xunyang, nel Jiangxi, presso il fiume giallo, e successivamente, nell'818, a Zhong-zhou.
Nell'819 terminò il suo esilio, e fu così riammesso alla capitale.
In seguito, fino all'826, anno in cui si ritirò per malattia, ricoprì cariche governative in varie città, fra cui Hangzhou.
L'anno successivo si ristabilì, per l'ultima volta, a Chang'an.

### Ultimi anni
Nell'829 si spostò definitivamente a Luoyang, della cui provincia divenne governatore due anni dopo.
Trascorse l'ultimo decennio, dall'834 fino alla sua morte, come saggio buddhista, abbandonando la carriera ufficiale.
Dall'839 rimase vittima di una paralisi, che l'accompagnò fino alla sua morte, avvenuta nell'846.

## Stile e forme poetiche

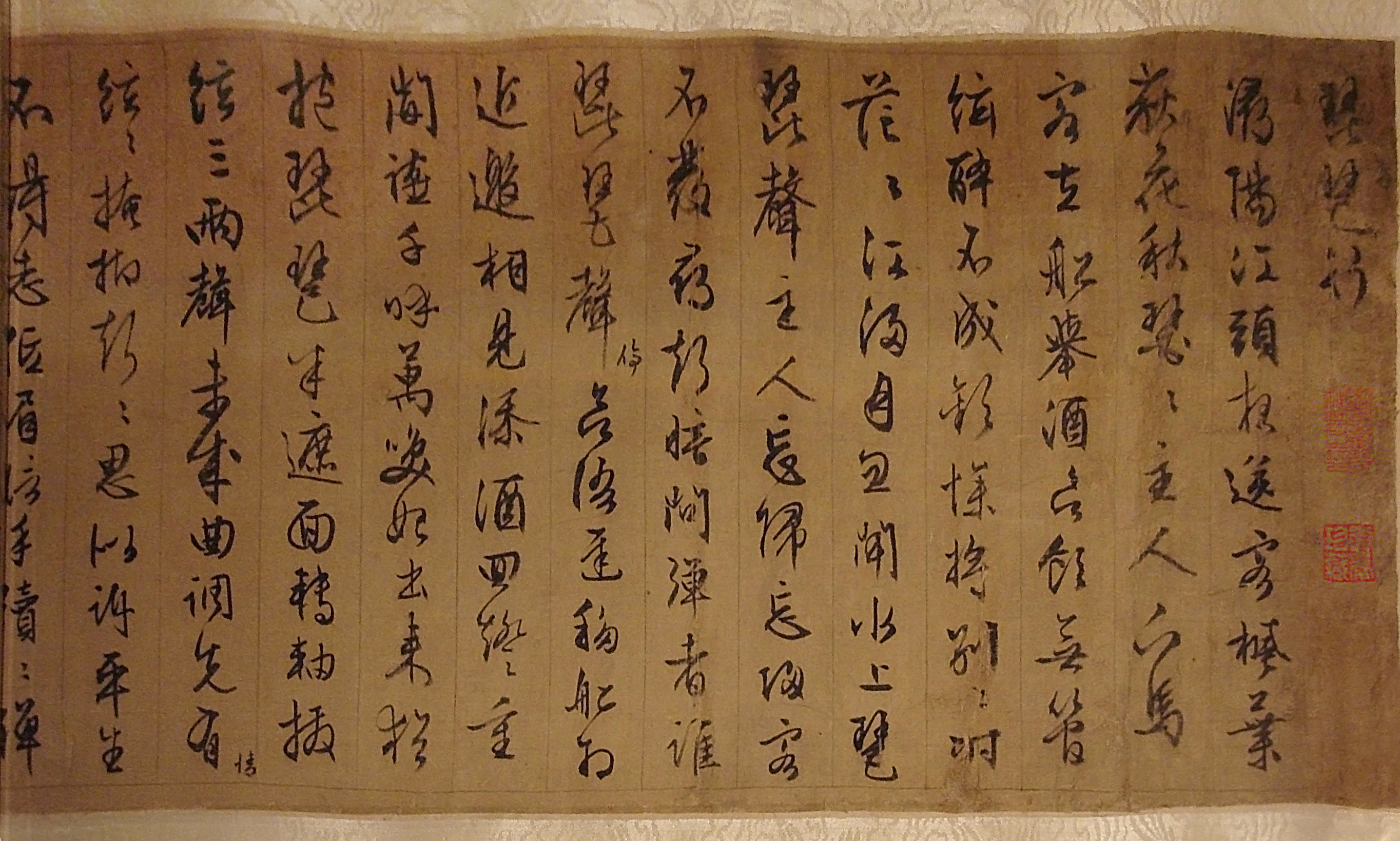
Il poema Pi Pa Xing di Bai Juyi, in una calligrafia di Wen Zhengming, dinastia Ming

Bai Juyi, con circa 3000 composizioni, si colloca fra i poeti più produttivi della storia della Cina. Si narra che, prima di pubblicarle, facesse leggere le sue poesie ad un'anziana signora, saggiando così se chiunque fosse in grado di comprenderle.
Per la sua semplicità e chiarezza nel linguaggio l'ha portato ad una vasta popolarità nello spazio e nel tempo: è infatti sempre stato molto apprezzato anche in Giappone.
Si interessò spesso al genere dell'yue fu (乐府), di moda durante la dinastia Han, non tralasciando però lavori in prosa e poemetti narrativi.
Sei delle sue poesie sono state inserite nell'antologia Trecento poesie Tang, stilata nel 1763 da Sun Zhu.